# Мушка кадетска одбојкашка репрезентација Србије
Мушка кадетска одбојкашка репрезентација Србије је представник Србије на светским и европским одбојкашким такмичењима за узраст до 18 година. Већи успеси ове репрезентације су сребрна медаља на Европском првенству за кадете у Холандији 2009. године као и сребрна медаља на Европском олимпијском фестивалу младих у Финској 2009. године.
| #  | Позиција          | Име и презиме           | Година рођења | Клуб                   |
| -- | ----------------- | ----------------------- | ------------- | ---------------------- |
| 1  | примач            | Урош Ковачевић          | 1993.         | ОК Рибница             |
| 2  | примач            | Лазар Копривица         | 1991.         | ОК Црвена звезда       |
| 3  | примач            | Милан Перић             | 1991.         | ОК Спартак Љиг         |
| 4  | техничар          | Максим Буцуљевић        | 1991.         | ОК Црвена звезда       |
| 5  | средњи блокер     | Борис Мартиновић        | 1992.         | ОК Војводина           |
| 6  | техничар          | Алекса Брђовић          | 1993.         | ОК Раднички Крагујевац |
| 7  | техничар          | Никола Јововић          | 1992.         | ОК Војводина           |
| 8  | примач            | Синиша Жарковић         | 1993.         | ОК Партизан            |
| 9  | средњи блокер     | Вук Милутиновић         | 1991.         | ОК Црвена звезда       |
| 10 | примач            | Душан Петковић          | 1992.         | ОК Раднички Крагујевац |
| 11 | коректор          | Милија Мрдак            | 1991.         | ОК Рибница             |
| 12 | либеро            | Бојан Рајковић          | 1991.         | ОК ВГСК                |
| 13 | средњи блокер     | Немања Опачић           | 1991.         | ОК Раднички Крагујевац |
| 14 | коректор          | Александар Атанасијевић | 1991.         | ОК Партизан            |
| 15 | примач            | Стефан Владисављев      | 1992.         | ОК Баваниште           |
| 16 | примач            | Иван Петровић           | 1991.         | ОК Рибница             |
| 17 | средњи блокер     | Чедомир Станковић       | 1993.         | ОК Војводина           |
| 18 | примач            | Александар Филиповић    | 1992.         | ОК ВГСК                |
| 19 | примач            | Иван Главинић           | 1992.         | ОК Путеви Ивањица      |
| -  | селектор          | Милан Ђуричић           | 1979.         | ОК ВГСК                |
| -  | други тренер      | Миливоје Радисављевић   | /.            | /                      |
| -  | тим менаџер       | Драган Тадић            | /.            | /                      |
| -  | кондициони тренер | Ђорђе Наход             | /.            | ОК Тент Обреновац      |
| -  | доктор            | Љубан Мартиновић        | /.            | Партизан               |
| -  | скаут             | Ђорђе Наход             | /.            | ОК Тент Обреновац      |
| -  | новинар           | Александар Петровић     | /.            | /                      |